# Kostel svatého Vavřince (Putim)
Kostel svatého Vavřince je farní kostel římskokatolické farnosti Putim. Byl postaven koncem 13. století v raně gotickém slohu na místě zaniklé románské kaple svatého Petra z 11. století. Ve 14. století byla přistavena věž a severní chrámová loď. Jižní chrámová loď byla v první polovině 16. století opatřena klenbou. Do obvodové zdi presbytáře je zvenčí zasazeno 13 kamenných náhrobků z konce 16. století a kamenný znak z roku 1768.
V kostele byla zřízena hrobka rytířského rodu Radkovců z Mirovic.
Zařízení kostela je většinou z 18. století. V kostele jsou dvě křtitelnice, kamenná je pozdně gotická, cínová je z 18. století. Fragment zvonu s reliéfem pochází ze 16. století. Pro kostel byly v 16. stol. opatřeny dva zvony ze Brikcího zvonařské dílny. Zvon, který zůstal zachován, je z roku 1553 a má průměr 81 cm.
Kostel stojí uprostřed hřbitova, ve kterém jsou dva památkově chráněné objekty::
- kostnice z roku 1741, ve které jsou uloženy ostatky vojáků, padlých ve válce o rakouské dědictví, kostnice byla pietně upravená v roce 1829,
- památkově chráněný hrob Jana Cimbury, ústřední postavy stejnojmenného románu Jindřicha Šimona Baara.[6]